# Most kolejowy w Ufie
Most kolejowy w Ufie – most kolejowy na rzece Biełaja w Ufie w Baszkortostanie.
Budowa mostu rozpoczęła się w 1886 roku, a zakończyła w 1888 roku. Oficjalne otwarcie mostu miało miejsce 8 września 1888 roku. Na moście otwarto ścieżkę dla pieszych, w tym celu wykonano specjalne chodniki z drewna. Później jednak ruch pieszych został zabroniony. Most umożliwił budowę linii kolejowej do Czelabińska (1892 r.).
W czerwcu 1919 roku most został uszkodzony podczas walk wojny domowej. W tym samym roku został naprawiony.
W XX wieku most był kilkakrotnie wzmacniany i modyfikowany, miało to miejsce w latach: 1937–1939, 1949–1951 i 1991–2001.
Most składa się z 6 przęseł o długości 109,25 m każde.